# Erwin Lemmens
Erwin Lemmens (Anversa, 12 maggio 1976) è un ex calciatore belga, di ruolo portiere.

## Carriera

### Club
Lemmens cominciò la sua carriera professionistica al Beveren nel 1995. Diventò titolare due anni dopo e, nel 1999, fu acquistato dagli spagnoli del Racing Santander, con cui giocò quarantanove incontri nella massima divisione, oltre ad altre trentatré apparizioni nella Segunda División. Lemmens si trasferì in seguito all'Espanyol, diventandone il primo portiere per il campionato 2003-2004.
L'arrivo del Nazionale camerunese Idriss Carlos Kameni nella stagione successiva, però, lo retrocesse in panchina, disputando un solo match in stagione nella Coppa del Re. Così, nel 2005, si accordò con l'Olympiakos con l'obiettivo di contendere a Kleopas Giannou il posto da vice di Antōnīs Nikopolidīs.
Lemmens non fu mai schierato in campo con la maglia dell'Olympiakos, venendo retrocesso a terza scelta nella stagione seguente, dopo l'arrivo di Tomislav Butina. Così, il 31 gennaio 2007, rescisse il contratto che lo legava al club greco e firmò per gli olandesi dell'RKC Waalwijk, a parametro zero. Il 10 febbraio, giocò il suo primo match nell'Eredivisie, contro l'Heracles.
L'anno successivo, si legò al Dender, neopromosso in Eredivisie, vincendo la concorrenza di Jan Van Steenberghe per il ruolo da titolare. Dopo un infortunio all'anca, però, la sua stagione si concluse anticipatamente.
Dopo un anno di inattività, tornò a giocare per il Beveren, militante nella Tweede klasse. Con le sue prestazioni, contribuì a portare il club in una tranquilla posizione di metà classifica, ma la squadra fu retrocessa a causa di irregolarità finanziarie.

### Nazionali
Ai tempi dell'Espanyol, Lemmens si guadagnò due presenze con il Belgio, entrambe nel 2004.

## Statistiche

### Cronologia presenze e reti in nazionale
| Cronologia completa delle presenze e delle reti in nazionale ― Belgio | Cronologia completa delle presenze e delle reti in nazionale ― Belgio | Cronologia completa delle presenze e delle reti in nazionale ― Belgio | Cronologia completa delle presenze e delle reti in nazionale ― Belgio | Cronologia completa delle presenze e delle reti in nazionale ― Belgio | Cronologia completa delle presenze e delle reti in nazionale ― Belgio | Cronologia completa delle presenze e delle reti in nazionale ― Belgio | Cronologia completa delle presenze e delle reti in nazionale ― Belgio |
| Data                                                                  | Città                                                                 | In casa                                                               | Risultato                                                             | Ospiti                                                                | Competizione                                                          | Reti                                                                  | Note                                                                  |
| --------------------------------------------------------------------- | --------------------------------------------------------------------- | --------------------------------------------------------------------- | --------------------------------------------------------------------- | --------------------------------------------------------------------- | --------------------------------------------------------------------- | --------------------------------------------------------------------- | --------------------------------------------------------------------- |
| 31-3-2004                                                             | Colonia                                                               | Germania                                                              | 3 – 0                                                                 | Belgio                                                                | Amichevole                                                            | -1                                                                    | 58’                                                                   |
| 29-5-2004                                                             | Eindhoven                                                             | Paesi Bassi                                                           | 0 – 1                                                                 | Belgio                                                                | Amichevole                                                            | -                                                                     | 46’                                                                   |
| Totale                                                                |                                                                       | Presenze                                                              | 2                                                                     |                                                                       | Reti                                                                  | -1                                                                    |                                                                       |